# 아이신기오로 다이샨
아이신기오로 다이샨(만주어: ᠠᡳ᠌ᠰᡳᠨ
ᡤᡳᡠ᠋ᡵᠣ
ᡩᠠᡳᡧᠠᠨ Aisin-Gioro Daišan, 1583년 ~ 1648년)은 청 제국의 황족으로 누르하치의 차남이며, 숭덕제의 이복 형이다.
대체로 귀영개라고도 한다.

## 생애
어릴 때부터 아버지인 누르하치와 숙부 슈르가치 그리고 동복 형 추옝을 따라 여러 전장터를 누볐으며, 정홍기(正紅旗)의 기주를 맡았고, 후금이 건국한 이후 처음으로 버일러(貝勒)에 봉해지며 암바 버이러(大貝勒)으로 불렸다. 이후 1636년 천총한이 청 제국으로 국호를 바꾸자 화석친왕에 책봉, 화석예친왕(和碩禮兄親王, 만주어: ᡥᠣᡧᠣᡳ
ᡩᠣᡵᠣᠨᡤᡤᠣ
ᠴᡳᠨ
ᠸᠠᠩ Hošoi Doronggo Ahūn Cin Wang)의 세습작위를 받았다.
1643년(숭덕 8년) 숭덕제가 급사한 후 의정왕대신회의를 주재하여 새로운 황제로 숭덕제의 아홉 번째 아들인 아이신 교로 풀인을 선출하여 순치제로 옹립하였다. 1648년(순치 5년) 북경에서 사망하였다.
시호는 예열친왕(禮烈親王)이며 1778년(건륭 43년) 건륭제는 그의 개국 당시의 공을 인정하여 그의 왕가를 철모자왕으로 봉하여 그 작위를 대대로 전하게 하였다.

## 가족

### 조상
- 고조부 푸만(福滿, Fuman)
  - 증조부 기오창가(覺昌安, Giocangga)
    - 조부 탁시(塔克世, Taksi)
      - 부친 누르하치(努爾哈赤, Nurhaci)

### 자녀
적복진(嫡福晉) 리기야씨(李佳氏) 소생 :
- 장남 : 극근군왕(克勤郡王) 요토(岳託)(철모자왕)
  - 장남 岳洛歡
  - 차남 도로이 연희개군왕(多羅衍禧介郡王) 롤로혼(羅洛渾)
  - 삼남 도로이 현영버일러(多羅顯榮貝勒) 칼추혼(喀爾楚渾)
  - 사남 도로이 화혜버일러(多羅和惠貝勒) 발추혼(巴爾楚渾)
  - 오남 진국장군(鎭國將軍) 바스하(巴思哈)
  - 육남 도로이 강의버일러(多羅剛毅貝勒) 훌리부(祜里布)
  - 칠남 富英武
- 차남 : 버일러(貝勒) 쇼토(碩託)
  - 장남 喇喀
  - 차남 齊蘭布
  - 삼남 嶽賽布

계복진(繼福晉) 여허나라씨(葉赫納喇氏) 소생 :
- 삼남 : 영의친왕(穎毅親王) 사할리얀(薩哈璘)
  - 장남 이혁도로이 군왕(已革多羅郡王) 아달리(阿達禮)
  - 차남 도로이 순승공혜군왕(多羅順承恭惠郡王) 럭더훈(勒克德渾)(철모자왕)
  - 삼남 봉은진국공(奉恩鎭國公) 둘란(杜蘭)
- 사남 : 겸양군왕(謙襄郡王) 왁다(瓦克達)
  - 장남 巴克達
  - 차남 이혁진국공(已革鎭國公) 留雍
  - 삼남 이혁진국공(已革鎭國公) 噶爾塞
- 오남 : 발라마(巴喇瑪)

삼계복진(三繼福晉) 여허나라씨(葉赫納喇氏) 소생 :
- 칠남 : 손간친왕(巽簡親王) 만다하이(滿達海)
  - 장남 도로이 회민버일러(多羅懷憨貝勒) 창가다이(常阿岱)
  - 차남 렁성기(楞塞宜)
- 팔남 : 혜순친왕(惠順親王) 후서(祜塞)
  - 장남 阿林
  - 차남 도로이 회민군왕(多羅懷憨郡王) 精濟
  - 삼남 호쇼이 강량친왕(和碩康良親王) 傑書

측복진(側福晉) 하다나라씨(哈達納喇氏) 소생 :
- 육남 : 봉은보국공(奉恩輔國公) 마잔 (瑪占)

수양자녀：
- 수양딸，강홍립(姜弘立)의 차남과 결혼

## 같이 보기
- 누르하치
- 홍타이지
- 도르곤
- 순치제